# Kepler-34
Kepler-34, även känd som KOI-2459, är en dubbelstjärna i mellersta delen av stjärnbilden Svanen, inom synfältet för Keplerteleskopet. Den är inte synlig för blotta ögat utan kräver ett kraftfullt teleskop för att kunna observeras. Baserat på parallax enligt Gaia Data Release 3 på ca 0,553 mas beräknas den befinna sig på ett avstånd av ca 5 900 ljusår (ca 1 810 parsec) från solen.

## Egenskaper
Primärstjärnan Kepler-34 A är en gul till vit stjärna i huvudserien av spektralklass G0 V. Den har en massa av ca 1,05 solmassa, en radie av ca 1,16 solradie och har en effektiv temperatur av ca 5 900 K.
Följeslagaren Kepler-34 B är en gul till vit stjärna i huvudserien av spektralklass G0 V med en massa av ca 1,02 solmassa, en radie av ca 1,09 solradie och har en effektiv temperatur av ca 5 900 K.

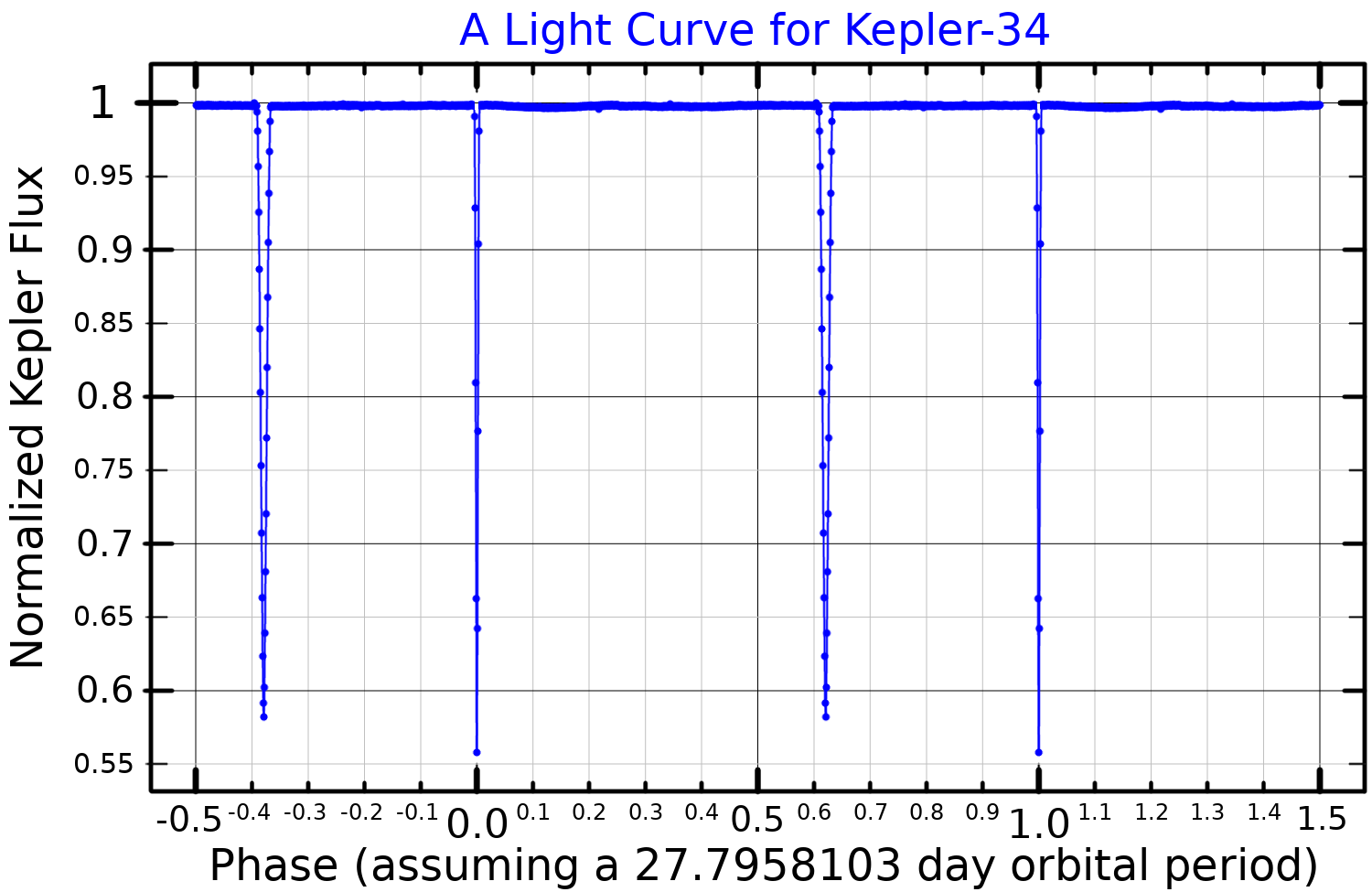
Ljuskurva för Kepler-34, anpassad från data från Keplerteleskoppet.

Stjärnorna bildar en förmörkelsevariabel separerade med 0,22 AE och cirkulerar kring en gemensam centralpunkt med en excentricitet av 0,5 och en omloppsperiod av 27 dygn.

## Planetsystem
Kepler-34b är en gasjätte som kretsar kring de två stjärnorna i Kepler-34-systemet. Exoplaneten är drygt en femtedel av Jupiters massa och har en radie på 0,764 jupiterradier. Exoplaneten fullbordar en något excentrisk bana med en halv storaxel på drygt 1 AE på 288,822 dygn, den största av alla transitplaneter vid tidpunkten för dess upptäckt. Sådan upptäckt var möjlig eftersom planeten passerar båda stjärnorna, vilket kräver färre omlopp för att bekräfta planeten.
Majoriteten av cirkumbinära planeter bildades mycket längre bort från dubbelstjärnor. I fallet med Kepler-34 har Kepler-34 b sannolikt migrerat till sin nuvarande position på grund av interaktion med den massiva stoftskivan. Från den fysiska tillväxthastigheten för planeter och observerade data om kollisioner, famgår att Kelper-34 b skulle ha växt där vi hittar den nu.
Numerisk simulering av bildandet av planetsystemet Kepler-34 har visat att det är osannolikt att bilda ytterligare stenplaneter i och nära den beboeliga zonen.
| Planet | Massa    | Halv storaxel (AE) | Siderisk omloppstid (d) | Excentricitet | Inklination | Radie    |
| ------ | -------- | ------------------ | ----------------------- | ------------- | ----------- | -------- |
| b      | 0,220 MJ | 1,0896             | 288,822                 | 0,182         | 90,355°     | 0,764 RJ |